# Emmanuel Amunike
Emmanuel Amunike, mais conhecido como Amuneke ou Emmy (Eze Obodo, 25 de dezembro de 1970), é um ex-futebolista e treinador de futebol nigeriano. Participou da Copa do Mundo FIFA de 1994 e das Olimpíadas de 1996, a qual foi medalha de ouro, pela seleção nigeriana.

## Carreira

### Clubes
No início da sua carreira, Amunike ganhou diversas Ligas na Nigéria e no Egipto com o Zamalek FC. Em 1994, assinou pelo Sporting, e acabou por ficar célebre ao marcar um golo da vitória frente ao seu rival de sempre, o Benfica. Depois foi comprado pelo gigante espanhol Barcelona na altura por 3,6 milhões de dólares na época de 1996/1997, podendo apenas jogar na parte final da temporada devido a várias lesões.

### Seleção Nigeriana
Fez muitos jogos internacionais pela Seleção Nigeriana de Futebol, e pertenceu à equipa que jogou o Campeonato do Mundo de 1994 nos Estados Unidos e ganhou em 1994 a Taça das Nações Africanas. Devido a essas duas competições ganhou igualmente em 1994 o prémio de Melhor Jogador Africano. Ajudou igualmente a conquistar a medalha de ouro em futebol nos Jogos Olímpicos de Verão de 1996, em Atlanta, acabando por marcar na final frente à Argentina.
Uma lesão no joelho afastaram-no do Campeonato do Mundo da França. Sem estar totalmente recuperado, mesmo com a Nigéria classificada para a Copa do Mundo FIFA de 2002, Ammunike encerrou a trajetória nas Super-Águias em 2001, Encerrou a carreira em 2004, no fraco futebol da Jordânia.
Amunike foi provavelmente o jogador mais em destaque na Copa dos EUA e na Taça das Nações Africanas, quando marcou por duas vezes na final que lhe valeu o título africano, e no gol que quase eliminava a Itália na segunda fase da prova.
Os irmãos mais novos de Emmy, Kingsley e Kevin, também seguiram a carreira de jogador.

## Títulos
Nigéria
- Copa das Nações Africanas: 1994